# Мокро Поље
Мокро Поље је насељено мјесто у општини Ервеник, Република Хрватска. Једно је од највећих села ове општине. Географски припада области Буковица у сјеверној Далмацији. Према прелиминарним подацима са последњег пописа 2021. године у месту је живело 168 становника.

## Географија
Мокро Поље је смјештено у подножју планине Ком двадесетак километара југозападно од Книна, на путу ка Обровцу, Велебиту и Задру. Простире се од Превјеса на сјеверу па до Ивошеваца на југозападу и Ервеника на сјеверозападу, са источне стране граничи са селом Пађене, а са јужне стране са селом Радучић. Простире се на 50 km². Кроз Мокро Поље, од Превјеса ка Ервенику, протиче ријека Зрмања.

## Црква Светог Луке
Црква посвећена Светом јевањђелисти Луки у Мокром Пољу, подигнута је 1537. године. У том периоду су биле подигнуте многе нове православне цркве, па се у љетопису православне цркве помиње да су од 1524. до 1537. године биле отворене цркве у Биљанима, Островици, Карину, Ђеврскама, Кистањама, Биовичином селу, Радучићу и Жагровићу и да се од тога времена почео бујније развијати црквени живот и православна вијерска свијест у Далмацији. Црква је изведена као грађевина са правоугаоним, преломљеним сводом, пресведеним наосом, полукружном аспидом на истоку и накнадно 1834. године призиданим звоником на преслицу.  Иконостас је новији са иконама на платну и српским светитељима на њима. Ту је нађено Мокропољско јеванђеље, ћирилични рукопис из XIII вијека. Јеванђеље, које представља једно од најстаријих писаних дела Срба у Далмацији и значајан споменик словенске писмености, је дуго чувано у храму. У Другом свјетском рату сачувао га је тутор Бабић Ђуро, а сада се налази у манастиру Крка.
Кроз историју црква је сачувала првобитан изглед унутрашњости све до 1. јуна 1999. године када је подметнут пожар у којем је цијела унутрашњост изгорјела. У Цркви Светог Луке на тавану се налазило и треће резервно звоно које је украдено 1996. године. Обнова храма је започета 2002. године и још је у току.

## Историја
До територијалне реорганизације у Хрватској насеље се налазило у саставу бивше велике општине Книн. Током рата у бившој Југославији (1991–1995), Мокро Поље је било у саставу Републике Српске Крајине. Након агресије на РСК тј. војне операције Олуја, село је реинтегрисано у уставно-правни поредак Републике Хрватске. У операцији Олуја, у селу је запаљен велики број кућа, побијена стока и према речима живих сведока, између 6. и 10. августа 1995. убијено је 15 људи.

## Споменик палим борцима и жртвама фашизма
Споменик је саграђен 1952. године у част палим борцима и жртвама фашизма, миниран је и срушен 1996. године. На споменику је било укупно 117 имена палих бораца и жртава фашизма, за време Другог свјетског рата.

## Становништво
Подаци из 1763. године говоре да је у Мокром Пољу живјело 1.837 становника, број се константно повећавао до Другог свјетског рата, када је село бројало 3.600 становника. Што због великих страдања и миграција становништва након Другог свјетског рата број становника се константно смањивао и 1989. године број становника је пао на 803 људи. Почетком рата 1991. године Мокро Поље броји око 1.200 становника што су поред људи пописаних 1989. године чинили и прогнани Мокропољци из других градова.
Према попису из 1991. године, Мокро Поље је имало 803 становника: 801 Србина, ниједан Хрват и 2 остала, непозната и неопредељена. Према попису становништва из 2001. године, Мокро Поље је имало 211 становника. Мокро Поље је према попису становништва из 2011. године имало 227 становника.
| Националност       | 1991. | 1981. | 1971. | 1961. |
| Срби               | 801   | 1.054 | 1.330 | 1.713 |
| Југословени        |       | 51    | 18    |       |
| Хрвати             |       | 2     | 1     | 3     |
| Македонци          |       |       | 1     |       |
| остали и непознато | 2     | 12    | 3     | 2     |
| Укупно             | 803   | 1.119 | 1.355 | 1.718 |

| Демографија | Демографија | Демографија |
| Година      | Становника  | Становника  |
| ----------- | ----------- | ----------- |
| 1961.       | 1.718       |             |
| 1971.       | 1.355       |             |
| 1981.       | 1.119       |             |
| 1991.       | 803         |             |
| 2001.       | 211         |             |
| 2011.       |             | 227         |

### Попис 1991.
На попису становништва 1991. године, насељено место Мокро Поље је имало 803 становника, следећег националног састава:
| Попис 1991.‍  | Попис 1991.‍  | Попис 1991.‍ | Попис 1991.‍ | Попис 1991.‍ |
| ------------ | ------------ | ----------- | ----------- | ----------- |
|              |              |             |             |             |
| Срби         | Срби         |             | 801         | 99,75%      |
| неопредељени | неопредељени |             | 1           | 0,12%       |
| непознато    | непознато    |             | 1           | 0,12%       |
| укупно: 803  |              |             |             |             |

### Презимена
Презимена у Мокром Пољу су:
| - Атлија — Православци, славе Св. Николу - Бабић — Православци, славе Св. Јована - Бајић — Православци, славе Св. Јована - Батос — Православци, славе Св. Јована - Бједов — Православци, славе Ђурђевдан - Болтић — Православци, славе Св. Николу - Вагић — Православци, славе Св. Луку - Вејновић — Православци, славе Св. Василија - Вукмирица — Православци, славе Св. Луку - Гамбирожа — Православци, славе Св. Николу - Демир — Православци, славе Св. Јована - Ђурђевић — Православци, славе Ђурђевдан | - Јапунџић — Православци, славе Св. Николу - Каназир — Православци, славе Св. Луку - Костић — Православци, славе Св. Луку - Мартић — Православци, славе Ђурђевдан - Муждало — Православци, славе Св. Луку - Опачић — Православци, славе Св. Луку - Павић — Православци, славе Св. Луку - Поповић — Православци, славе Св. Луку - Рашетић — Православци, славе Св. Николу - Сеовић — Православци, славе Св. Николу - Сучевић — Православци, славе Св. Луку - Тривић — Православци, славе Св. Луку |

## Познате личности
- Мира Бједов, југословенска кошаркашица.
- Славко Поповић, као припадник милиције Крајине погинуо на Видовдан 1992. у борби за Коридор.[15]

## Фотогалерија
- Мост на Зрмањи
- Зрмања код Бједова
- Слапови Зрмање
- Црква
- Кула Кегљевића
- Амбуланта
- Срушени споменик
- Центар села
- Скретање за Мокро Поље из Пађена